# Amt Buir
Das Amt Buir war ein Amt im Kreis Bergheim (Erft) in der preußischen Rheinprovinz und in Nordrhein-Westfalen. Es ging aus der Bürgermeisterei Buir hervor. Das Gebiet des Amtes gehört heute zur Stadt Kerpen im Rhein-Erft-Kreis.

## Bürgermeisterei Buir
Von 1798 bis 1814 standen alle linksrheinischen Gebiete unter französischer Herrschaft. Während dieser Zeit wurde nach französischem Vorbild die Mairie Buir eingerichtet, die zum Kanton Kerpen im Arrondissement Köln des Rur-Departements gehörte. Nachdem das Rheinland 1814 an Preußen gefallen war, wurde aus den Mairie die preußische Bürgermeisterei Buir, die 1816 zum neuen Kreis Bergheim kamen. 
Die Bürgermeisterei Buir bestand aus den beiden Gemeinde Buir  und Manheim.

## Amt Buir

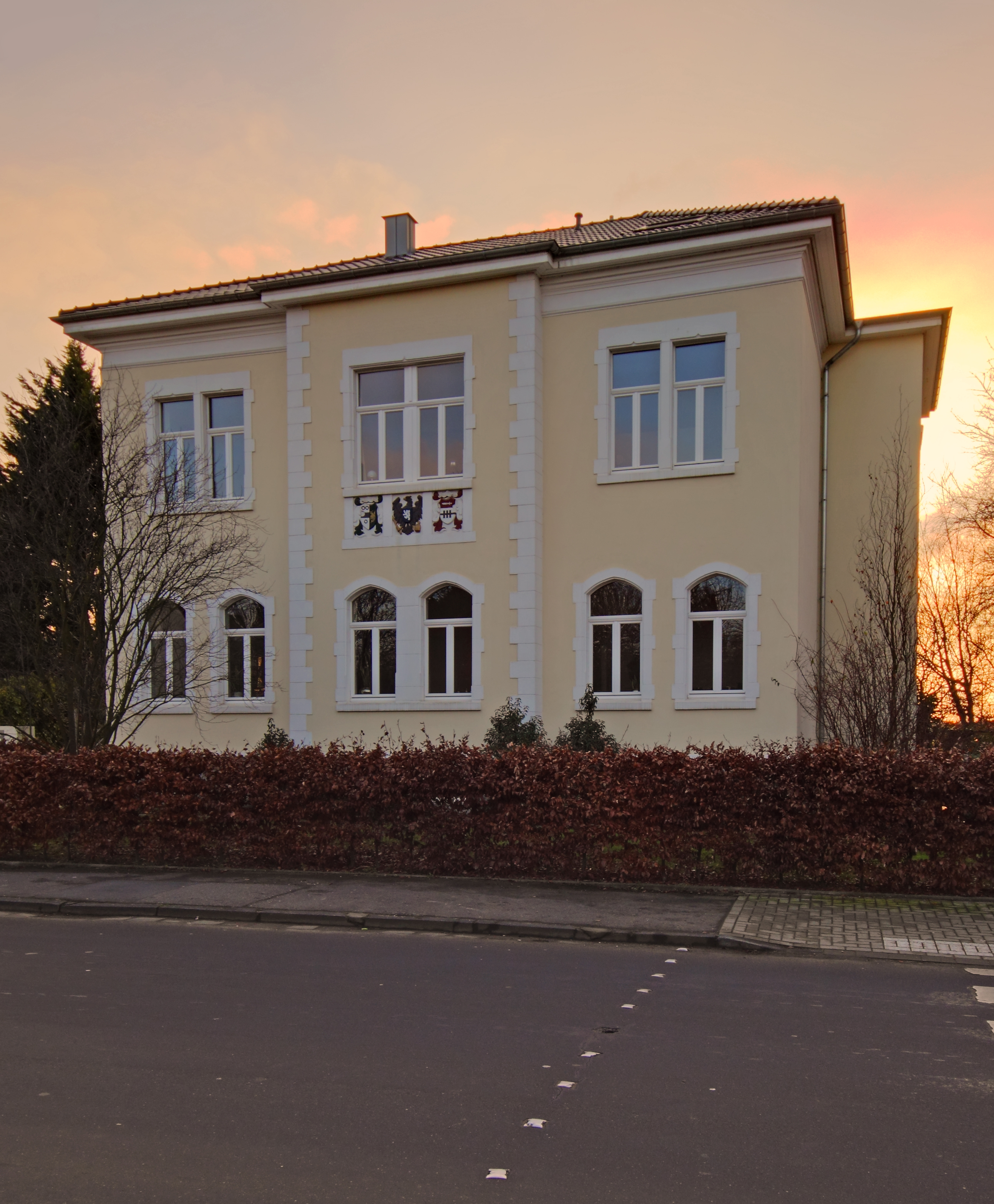
Altes Rathaus in Kerpen-Buir

Am Ende des Jahres 1927 wurde die Bezeichnung aller rheinischen Landbürgermeistereien in „Amt“ geändert. Die Bürgermeisterei Buir hieß nun Amt Buir.
Am 1. April 1938 wurde das Amt Buir aufgelöst und seine beiden Gemeinden wurden in das Amt Kerpen eingegliedert.
Am 1. April 1954 wurde das Amt Buir mit den beiden Gemeinden Buir und Manheim wiedererrichtet.
Durch das Köln-Gesetz wurde das Amt am 1. Januar 1975 wieder aufgelöst. Die Gemeinden Buir und Manheim wurden Teil der Stadt Kerpen.

## Einwohnerentwicklung
| Jahr | Einwohner | Quelle |
| ---- | --------- | ------ |
| 1843 | 1761      | [ 4 ]  |
| 1871 | 2025      | [ 5 ]  |
| 1885 | 2239      | [ 6 ]  |
| 1910 | 2566      | [ 7 ]  |
| 1925 | 2806      | [ 8 ]  |
| 1939 | 3014      | [ 9 ]  |
| 1950 | 3830      | [ 10 ] |
| 1961 | 4107      | [ 10 ] |
| 1970 | 4630      | [ 10 ] |

## Bürgermeister
- 1798–183700Matthias Rey[11]